# Padstow

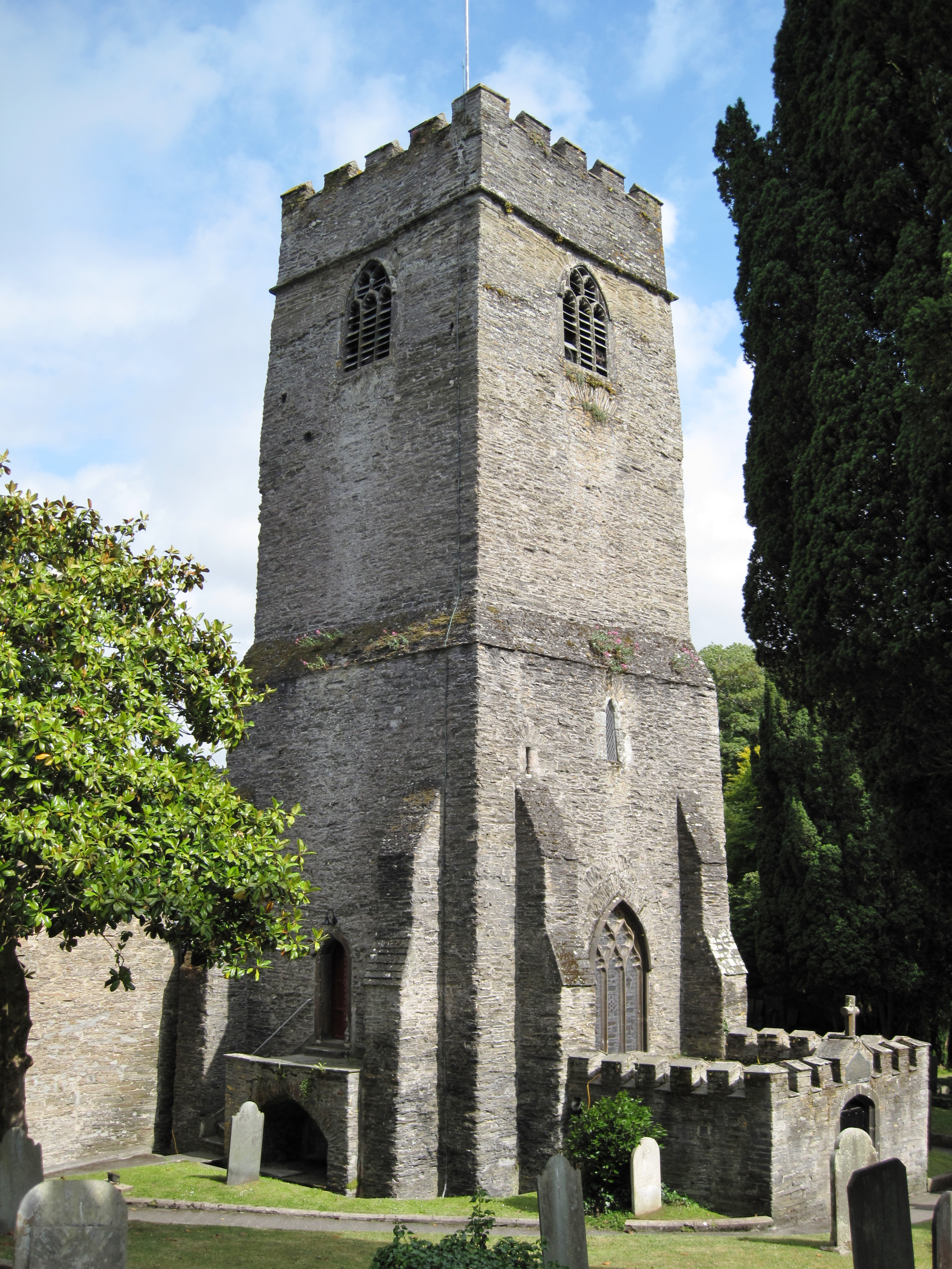
L'église saint-Petroc

Padstow (cornique : Lannwedhenek) est une ville anglaise située dans le comté des Cornouailles. En 2011, sa population était de 2 993 habitants.

## Personnalités liées à la ville
- Humphrey Prideaux (1648-1724), homme d'église, théologien et orientaliste, y est né.
- Matthew Quintal (1766-1799), un des mutins du Bounty, y est né ;
- Goldsworthy Gurney (1793-1875), chirurgien, pharmacien, conférencier, consultant, architecte, constructeur, le prototype même du gentleman chercheur et inventeur britannique de la période victorienne, y est né ;
- Alan Odle (1888-1948) y est mort, dans la maison où il résidait avec Dorothy Richardson, appelée Trevon Cottage.

### Source
- (en) Cet article est partiellement ou en totalité issu de l’article de Wikipédia en anglais intitulé « Padstow » (voir la liste des auteurs).